# Paul Attwood
Paul Attwood, född den 13 december 1969 i Buckingham, Storbritannien, är en brittisk bobåkare.
Han tog OS-brons i herrarnas fyrmanna i samband med de olympiska bobtävlingarna 1998 i Nagano.